# Lagrange (Indiana)
Lagrange es un pueblo ubicado en el condado de LaGrange en el estado estadounidense de Indiana. En el Censo de 2010 tenía una población de 2625 habitantes y una densidad poblacional de 594,79 personas por km².

## Geografía
Lagrange se encuentra ubicado en las coordenadas 41°38′56″N 85°25′4″O / 41.64889, -85.41778. Según la Oficina del Censo de los Estados Unidos, Lagrange tiene una superficie total de 4.41 km², de la cual 4.41 km² corresponden a tierra firme y (0%) 0 km² es agua.

## Demografía
Según el censo de 2010, había 2625 personas residiendo en Lagrange. La densidad de población era de 594,79 hab./km². De los 2625 habitantes, Lagrange estaba compuesto por el 93.71% blancos, el 0.61% eran afroamericanos, el 0.42% eran amerindios, el 0.38% eran asiáticos, el 0% eran isleños del Pacífico, el 4.15% eran de otras razas y el 0.72% pertenecían a dos o más razas. Del total de la población el 9.49% eran hispanos o latinos de cualquier raza.